# Francisco Beckmann
Francisco (Frans) Beckmann CM (ur. 23 lipca 1883 w Enschede, zm. 30 października 1963 w Rzymie) – holenderski duchowny rzymskokatolicki, misjonarz, lazarysta, arcybiskup panamski.

## Biografia
13 lipca 1913 otrzymał święcenia prezbiteriatu i został kapłanem Zgromadzenia Księży Misjonarzy (według innego źródła Zgromadzenia Misjonarzy Klaretynów).
25 maja 1940 papież Pius XII mianował go biskupem pomocniczym archidiecezji panamskiej oraz biskupem tytularnym telmissuskim. 7 lipca 1940 przyjął sakrę biskupią z rąk arcybiskupa panamskiego Juana José Maíztegui y Besoitaiturrii CMF. Współkonsekratorami byli wikariusz apostolski Darién José María Preciado y Nieva CMF oraz wikariusz apostolski Limón Johann Paul Odendahl Metz CM.
13 stycznia 1945 ten sam papież mianował go arcybiskupem panamskim. 6 marca 1955 został pierwszym metropolitą panamskim. Urzędy te pełnił do śmierci.
Jako ojciec soborowy wziął udział w I i II sesji soboru watykańskiego II. 30 października 1963, w drodze na obrady soborowe, doznał zawału serca i zmarł.